# Chemsakia semicostata
Chemsakia semicostata är en skalbaggsart som först beskrevs av Bates 1872.  Chemsakia semicostata ingår i släktet Chemsakia och familjen långhorningar.
Artens utbredningsområde är Nicaragua. Inga underarter finns listade i Catalogue of Life.